# Liste de parcs de loisirs en France
 (mars 2019).
Vous pouvez aider à l'améliorer ou bien discuter des problèmes sur sa page de discussion.
- Il ne cite pas suffisamment ses sources. Vous pouvez indiquer les passages à sourcer avec {{référence nécessaire}} ou {{Référence souhaitée}}, et inclure les références utiles en les liant aux notes de bas de page. (Marqué depuis juin 2016)
- Il doit être recyclé. La réorganisation et la clarification du contenu sont nécessaires. (Marqué depuis mars 2019)

- Archive Wikiwix
- Bing
- Cairn
- DuckDuckGo
- E. Universalis
- Gallica
- Google
- G. Books
- G. News
- G. Scholar
- Persée
- Qwant
- (zh) Baidu
- (ru) Yandex
- (wd) trouver des œuvres sur Wikidata

 (décembre 2023).
Cet article concerne les parcs d'attractions et aquatiques en France. Pour les bases de plein air et de loisirs de France, voir liste des bases de plein air et de loisirs en France.
La liste des parcs de loisirs de France présente une liste non exhaustive des parcs de loisirs en France.

## Localisation des parcs de loisirs français les plus fréquentés
| Disneyland Paris Parc Astérix Futuroscope Puy du Fou Vulcania Walibi Rhône-Alpes Azur Park Walygator Sud-Ouest Cité de l'espace Nigloland Walygator Grand Est Le Pal Parc Bagatelle Parc Saint-Paul Fraispertuis-City La Cité de la Mer Parc Spirou Terra Botanica |

| Classement | Nom                      | Fréquentation     |
| ---------- | ------------------------ | ----------------- |
| 1          | Parc Disneyland          | 10 400 000 (2023) |
| 2          | Parc Walt Disney Studios | 5 700 000 (2023)  |
| 3          | Parc Astérix             | 2 815 000 (2023)  |
| 4          | Puy du Fou               | 2 500 000 (2023)  |
| 5          | Futuroscope              | 1 975 000 (2023)  |
| 6          | Jardin d'acclimatation   | 1 500 000 (2024)  |
| 7          | Azur Park                | 1 000 000         |
| 8          | Aquaboulevard            | 1 000 000 (2011)  |
| 9          | Nigloland                | 750 000 (2024)    |
| 10         | Le Pal                   | 730 000 (2024)    |
| 11         | Walibi Rhône-Alpes       | 667 000 (2024)    |
| 12         | Terra Botanica           | 587 000 (2024)    |
| 13         | Cité de l'espace         | 452 000 (2024)    |
| 14         | Marineland d'Antibes     | 425 000 (2024)    |
| 15         | OK Corral                | 400 000 (2017)    |
| 16         | Vulcania                 | 389 000 (2024)    |
| 17         | Parc Bagatelle           | 384 000 (2022)    |
| 18         | La Mer de sable          | 361 000 (2024)    |
| 19         | Parc Saint-Paul          | 360 000 (2024)    |
| 20         | Plaine Oxygène           | 350 000 (2018)    |
| 21         | Parc Spirou              | 320 000 (2023)    |
| 22         | La Cité de la Mer        | 305 910 (2024)    |
| 23         | Walygator Sud-Ouest      | 300 000 (2017)    |
| 24         | Fraispertuis-City        | 281 000 (2024)    |
| 25         | Walygator Grand Est      | 275 000 (2024)    |

## Liste des parcs d'attractions et parcs de loisirs à thèmes
| Nom                                   | Région                            | Département          | Commune                           | Type de parc                      | Ouverture | Fermeture | Fréquentation     |
| ------------------------------------- | --------------------------------- | -------------------- | --------------------------------- | --------------------------------- | --------- | --------- | ----------------- |
| Accro sioule                          | Auvergne-Rhône-Alpes              | Allier               | Échassières                       | Parc aventure                     | 2016      |           |                   |
| Acting Loisirs                        | Normandie                         | Eure                 | Tillières-sur-Avre                | Parc de loisirs                   | 2006      |           |                   |
| Anatolia Parc                         | Auvergne-Rhône-Alpes              | Puy-de-Dôme          | Orcet                             | Parc aventure                     | 2009      |           |                   |
| Animaparc                             | Occitanie                         | Haute-Garonne        | Le Burgaud                        | Parc d'attractions et animalier   | 2005      |           | 147 000 (2019)    |
| Antibes Land                          | Provence-Alpes-Côte d'Azur        | Alpes-Maritimes      | Antibes                           | Parc d'attractions                | 1981      |           |                   |
| Aquaboulevard                         | Île-de-France                     | Paris                | Paris                             | Parc aquatique                    | 1989      |           | 1 000 000 (2011)  |
| Aquafly                               | Centre-Val de Loire               | Indre                | Chaillac                          | Parc aquatique et base de loisirs |           |           |                   |
| Aquafly                               | Grand Est                         | Vosges               | Saulxures-sur-Moselotte           | Parc aquatique et base de loisirs |           |           |                   |
| Aqualand Agen                         | Nouvelle-Aquitaine                | Lot-et-Garonne       | Roquefort                         | Parc d'attractions                | 2018      |           |                   |
| Aqualand Bassin d'Arcachon            | Nouvelle-Aquitaine                | Gironde              | Gujan-Mestras                     | Parc aquatique                    | 1995      |           | 170 000 (2015)    |
| Aqualand Port Leucate                 | Occitanie                         | Aude                 | Port Leucate                      | Parc aquatique                    | 1999      |           |                   |
| Aqualand Cap d'Agde                   | Occitanie                         | Hérault              | Agde                              | Parc aquatique                    | 1983      |           |                   |
| Aqualand Saint-Cyprien                | Occitanie                         | Pyrénées-Orientales  | Saint-Cyprien                     | Parc aquatique                    | 1987      |           |                   |
| Aqualand Sainte-Maxime                | Provence-Alpes-Côte d'Azur        | Var                  | Sainte-Maxime                     | Parc aquatique                    |           |           |                   |
| Aqualand Fréjus                       | Provence-Alpes-Côte d'Azur        | Var                  | Fréjus                            | Parc aquatique                    | 1989      |           |                   |
| Aqualand St-Cyr-sur-Mer               | Provence-Alpes-Côte d'Azur        | Var                  | Saint-Cyr-sur-Mer                 | Parc aquatique                    | 1987      |           |                   |
| Aquaparc Isis                         | Bourgogne-Franche-Comté           | Jura                 | Dole                              | Parc aquatique                    | 2000      |           |                   |
| Aquaspace                             | Hauts-de-France                   | Oise                 | Beauvais                          | Parc aquatique                    | 2008      |           | 251 000 (2015)    |
| Ardèche miniatures                    | Auvergne-Rhône-Alpes              | Ardèche              | Soyons                            | Parc de miniatures                | 1992      |           |                   |
| Armoripark                            | Bretagne                          | Côtes-d'Armor        | Bégard                            | Parc d'attractions                | 1990      |           | 66 841 (2013)     |
| Atlantic Park                         | Nouvelle-Aquitaine                | Landes               | Seignosse                         | Parc aquatique                    | 1999      |           | 135 000 (2009)    |
| Aventure Floreval                     | Île-de-France                     | Essonne              | Bruyères le Châtel                | Parc aventure                     | 2005      |           | 62 208 (2017)     |
| Azur Park                             | Provence-Alpes-Côte d'Azur        | Var                  | Gassin                            | Parc d'attractions                | 1968      |           | 1 000 000         |
| Babyland-Amiland                      | Île-de-France                     | Essonne              | Saint-Pierre-du-Perray            | Parc d'attractions                | 1987      |           |                   |
| Bal Parc                              | Hauts-de-France                   | Pas-de-Calais        | Tournehem-sur-la-Hem              | Parc d'attractions                | 1965 2016 | 2012      | 50 000 (2016)     |
| Bid'A Parc                            | Nouvelle-Aquitaine                | Pyrénées-Atlantique  | Bidart                            | Parc d'attractions                | 2006      |           |                   |
| Canyon Forest                         | Provence-Alpes-Côte d'Azur        | Alpes-Maritimes      | Villeneuve-Loubet                 | Parc aventure                     | 2002      |           |                   |
| Cap'Découverte                        | Occitanie                         | Tarn                 | Carmaux                           | Parc aventure                     | 2003      |           | 93 000 (2013)     |
| Cigoland                              | Grand Est                         | Bas-Rhin             | Kintzheim                         | Parc d'attractions et animalier   | 1974      |           | 220 000 (2024)    |
| Cité de l'espace                      | Occitanie                         | Haute-Garonne        | Toulouse                          | Parc à thème (espace)             | 1997      |           | 452 000 (2024)    |
| La Cité de la Mer                     | Normandie                         | Manche               | Cherbourg-en-Cotentin             | Parc à thème (mer)                | 2002      |           | 305 910 (2024)    |
| Cobac Parc                            | Bretagne                          | Ille-et-Vilaine      | Lanhélin                          | Parc d'attractions                | 1975      |           | 100 000 (2017)    |
| Dennlys Parc                          | Hauts-de-France                   | Pas-de-Calais        | Dennebrœucq                       | Parc d'attractions                | 1983      |           | 270 000 (2024)    |
| Didi'Land                             | Grand Est                         | Bas-Rhin             | Morsbronn-les-Bains               | Parc d'attractions                | 1982      |           | 115 000           |
| Dinopedia Parc                        | Occitanie                         | Gard                 | Champclauson                      | Parc à thème                      | 2019      |           |                   |
| Diverti’Parc                          | Bourgogne-Franche-Comté           | Saône-et-Loire       | Toulon-sur-Arroux                 | Parc à thème et animaliers        | 2001      |           |                   |
| Diverty Parc                          | Bretagne                          | Ille-et-Vilaine      | Livré-sur-Changeon                | Parc d'attractions                | 2000      |           |                   |
| Fabrikus World                        | Occitanie                         | Hérault              | Vias                              | Parc d'attractions                | 1985      |           | 250 000 (2023)    |
| Family Park                           | Centre-Val de Loire               | Indre-et-Loire       | Saint-Martin-le-Beau              | Parc d'attractions                | 2007      |           |                   |
| Festyland                             | Normandie                         | Calvados             | Bretteville-sur-Odon              | Parc à thème (viking)             | 1989      |           | 250 000 (2024)    |
| Fraispertuis-City                     | Grand Est                         | Vosges               | Jeanménil                         | Parc à thème (Far West)           | 1966      |           | 281 000 (2024)    |
| France Miniature                      | Île-de-France                     | Yvelines             | Élancourt                         | Parc de miniatures                | 1991      |           | 195 000 (2017)    |
| Futuroscope                           | Nouvelle-Aquitaine                | Vienne               | Chasseneuil-du-Poitou Jaunay-Clan | Parc à thèmes (High Tech)         | 1987      |           | 1 975 000 (2023)  |
| Grinyland                             | Grand Est                         | Marne                | Sept-Saulx                        | Parc à thème (Nature)             | 1970      |           |                   |
| Indian forest                         | Pays de la Loire                  | Vendée               | Moutiers-les-Mauxfaits            | Parc aventure                     | 2004      |           | 120 000 (2015)    |
| Jacquou Parc                          | Nouvelle-Aquitaine                | Dordogne             | Le Bugue                          | Parc d'attractions                | 1995      |           |                   |
| Jardin d'acclimatation                | Île-de-France                     | Paris                | Paris                             | Parc à thème (Steampunk)          | 1860      |           | 1 500 000 (2024)  |
| Kid Parc                              | Nouvelle-Aquitaine                | Gironde              | Gujan-Mestras                     | Parc d'attractions                | 2000      |           | 69 366 (2012)     |
| Kingoland                             | Bretagne                          | Morbihan             | Plumelin                          | Parc d'attractions                | 2014      |           | 202 000 (2024)    |
| Koaland                               | Provence-Alpes-Côte d'Azur        | Alpes-Maritimes      | Menton                            | Parc d'attractions                | 1991      |           | 45 000 (2010)     |
| La Coccinelle                         | Nouvelle-Aquitaine                | Gironde              | Gujan-Mestras                     | Parc d'attractions et animalier   | 1985      |           | 124 000 (2015)    |
| La Mer de sable                       | Hauts-de-France                   | Oise                 | Ermenonville                      | Parc à thèmes (désert)            | 1963      |           | 361 000 (2024)    |
| La Récré des 3 Curés                  | Bretagne                          | Finistère            | Milizac                           | Parc d'attractions                | 1989      |           | 255 000 (2024)    |
| Labyrinthe de Beaugency               | Centre-Val de Loire               | Loiret               | Beaugency                         | Parc de loisirs                   | 2004      |           | 30 000            |
| Le Jardin des Bêtes                   | Occitanie                         | Aveyron              | Montrozier                        | Parc d’attractions                | 2017      |           |                   |
| Le Bois des Lutins                    | Provence-Alpes-Côte d'Azur        | Bouches-du-Rhône     | Peypin                            | Parc d'attractions                | 2012      |           |                   |
| Le Bois des Lutins                    | Provence-Alpes-Côte d'Azur        | Alpes-Maritimes      | Villeneuve-Loubet                 | Parc d'attractions                | 2009      |           |                   |
| Le Castellet, Nature & Aventure       | Provence-Alpes-Côte d'Azur        | Var                  | Castellet                         | Parc aventure                     | 2015      |           |                   |
| Le Château des aventuriers            | Pays de la Loire                  | Vendée               | Avrillé                           | Parc aventure                     | 2002      |           |                   |
| Le Château des Enigmes - Pons         | Nouvelle-Aquitaine                | Charente-Maritime    | Pons                              | Parc à thème                      | 1999      |           | 60 000            |
| Le Château des Enigmes - Val de Loire | Centre-Val de Loire               | Loir-et-Cher         | Fréteval                          | Parc à thème (château)            | 2013      |           | 20 000            |
| Le Fleury                             | Hauts-de-France                   | Nord                 | Wavrechain-sous-Faulx             | Parc d'attractions                | 1966      |           | 197 200 (2024)    |
| Le P'tit délire                       | Bretagne                          | Morbihan             | Ploemel                           | Parc d'attractions                | 2003      |           | 47 000 (2013)     |
| Le Pal                                | Auvergne-Rhône-Alpes              | Allier               | Saint-Pourçain-sur-Besbre         | Parc d'attractions et animalier   | 1973      |           | 730 000 (2024)    |
| Le petit Paris                        | Occitanie                         | Tarn-et-Garonne      | Vaïssac                           | Parc de miniatures                | 2002      |           | 15 000            |
| Le Val des cimes                      | Normandie                         | Calvados             | Saint-Gatien-des-Bois             | Parc aventure                     | 2004      |           |                   |
| Le Village des Fous                   | Provence-Alpes-Côte d'Azur        | Alpes-Maritimes      | Villeneuve-Loubet                 | Parc d'attractions                | 2015      |           |                   |
| Le Village enchanté                   | Normandie                         | Manche               | Bellefontaine                     | Parc d'attractions                | 2005      |           | 32 000 (2012)     |
| Les Naudières                         | Pays de la Loire                  | Loire-Atlantique     | Sautron                           | Parc d'attractions                | 1971      |           | 149 000 (2006)    |
| Les Poussins, Parc de la Citadelle    | Hauts-de-France                   | Nord                 | Lille                             | Parc d'attractions                | 1986      |           |                   |
| Les Roches, Nature & Aventure         | Île-de-France                     | Essonne              | Saint-Chéron                      | Parc aventure                     | 2015      |           |                   |
| Loisirs'prod                          | Île-de-France                     | Seine-et-Marne       | Pontault-Combault                 | Parc aventure                     | 1995      |           |                   |
| Ludina                                | Occitanie                         | Gers                 | Mirande                           | Parc aquatique                    |           |           |                   |
| Ludolac                               | Bourgogne-Franche-Comté           | Haute-Saône          | Vesoul                            | Parc aquatique                    | 1999      |           | 47 732 (2016)     |
| Luna Park Amigoland                   | Occitanie                         | Gard                 | Le Grau-du-Roi                    | Parc d'attractions                | 2005      |           |                   |
| Luna Park Cap d'Agde                  | Occitanie                         | Hérault              | Le Cap d'Agde                     | Parc d'attractions                | 1980      |           |                   |
| Luna Park Fréjus                      | Provence-Alpes-Côte d'Azur        | Var                  | Fréjus                            | Parc d'attractions                |           |           |                   |
| Luna Park La Palmyre                  | Nouvelle-Aquitaine                | Charente-Maritime    | Les Mathes                        | Parc d'attractions                | 1988      |           |                   |
| Magic Park Land                       | Provence-Alpes-Côte d'Azur        | Bouches-du-Rhône     | Ensuès-la-Redonne                 | Parc d'attractions                | 2003      |           | 120 000 (2012)    |
| Marineland d'Antibes                  | Provence-Alpes-Côte d'Azur        | Alpes-Maritimes      | Antibes                           | Parc d'attractions et animalier   | 1970      |           | 425 000 (2024)    |
| Matevana                              | Nouvelle-Aquitaine                | Gironde              | Frontenac                         | Parc aventure                     | 2008      |           |                   |
| Micropolis, la cité des insectes      | Occitanie                         | Aveyron              | Saint-Léons                       | Parc à thème (insectes)           | 2000      |           | 75 000            |
| Movinpark                             | Grand Est                         | Haut-Rhin            | Cernay                            | Parc de loisirs                   | 2022      |           |                   |
| Mysterra                              | Nouvelle-Aquitaine                | Charente-Maritime    | Montendre                         | Parc à thème (labyrinthe)         | 2018      |           |                   |
| Nigloland                             | Grand Est                         | Aube                 | Dolancourt                        | Parc d'attractions                | 1987      |           | 750 000 (2024)    |
| O'Gliss Park                          | Pays de la Loire                  | Vendée               | Le Bernard                        | Parc aquatique                    | 2016      |           | 235 000 (2024)    |
| OK Corral                             | Provence-Alpes-Côte d'Azur        | Bouches-du-Rhône     | Cuges-les-Pins                    | Parc à thème (Far West)           | 1966      |           | 400 000 (2017)    |
| Paléopolis                            | Auvergne-Rhône-Alpes              | Allier               | Gannat                            | Parc à thème (préhistoire)        | 2012      |           | 25 000 (2016)     |
| Papéa Parc                            | Pays de la Loire                  | Sarthe               | Yvré-l'Évêque                     | Parc d'attractions                | 1971      |           | 200 000 (2024)    |
| Parc Accro Bat                        | Bretagne                          | Finistère            | Bénodet                           | Parc aventure                     | 2007      |           |                   |
| Parc AkOatys                          | Département et région d'outre-mer | La Réunion           | L'Étang-Salé                      | Parc aquatique                    | 2007      |           |                   |
| Parc Ange Michel                      | Normandie                         | Manche               | Saint-Martin-de-Landelles         | Parc d'attractions                | 1991      |           | 110 000 (2018)    |
| Parc Astérix                          | Hauts-de-France                   | Oise                 | Plailly                           | Parc à thèmes (Astérix)           | 1989      |           | 2 815 000 (2023)  |
| Parc Aventure Land                    | Île-de-France                     | Val-d'Oise           | Magny-en-Vexin                    | Parc d'attractions                | 2000      |           | 105 000 (2016)    |
| Parc Aventure les Perchés             | Auvergne-Rhône-Alpes              | Allier               | Saint-Pourçain-sur-Sioule         | Parc aventure                     | 2016      |           |                   |
| Parc Bagatelle                        | Hauts-de-France                   | Pas-de-Calais        | Rang-du-Fliers                    | Parc d'attractions                | 1955      |           | 384 000 (2022)    |
| Parc Bellevue                         | Nouvelle-Aquitaine                | Haute-Vienne         | Limoges                           | Parc d'attractions                | 1969      |           | 31 400            |
| Parc de l'Auxois                      | Bourgogne-Franche-Comté           | Côte-d'Or            | Arnay-sous-Vitteaux               | Parc d'attractions et animalier   | 1988      |           | 80 000            |
| Parc les Campaines                    | Bourgogne-Franche-Comté           | Doubs                | Accolans                          | Parc de loisirs                   |           |           |                   |
| Parc Evasion                          | Bourgogne-Franche-Comté           | Côte-d'Or            | Curley                            | Parc de loisirs                   | 2002      |           |                   |
| Parc de Gondrin                       | Occitanie                         | Gers                 | Gondrin                           | Parc aquatique                    |           |           |                   |
| Parc de la Mignardière                | Centre-Val de Loire               | Indre-et-Loire       | Ballan-Miré                       | Parc d'attractions et animalier   | 1986      |           |                   |
| Parc de la Préhistoire                | Occitanie                         | Ariège               | Tarascon-sur-Ariège               | Parc à thème (préhistoire)        | 1994      |           | 52 493 (2011)     |
| Parc de la Récréation                 | Centre-Val de Loire               | Indre-et-Loire       | Monts                             | Parc d'attractions et animalier   | 1990      | 2017      | 24 000 (2013)     |
| Parc de la Vallée                     | Nouvelle-Aquitaine                | Deux-Sèvres          | Massais                           | Parc d'attractions                | 2004      |           |                   |
| Parc de loisirs de la Demi-Lune       | Occitanie                         | Hautes-Pyrénées      | Lannemezan                        | Parc d'attractions                | 1950      |           |                   |
| Parc de Pierre Brune                  | Pays de la Loire                  | Vendée               | Mervent                           | Parc d'attractions                | 1959      |           | 10 000            |
| Parc de Samara                        | Hauts-de-France                   | Somme                | La Chaussée-Tirancourt            | Parc à thème (archéologie)        | 1988      |           | 80 298 (2015)     |
| Parc Deauville aventure               | Normandie                         | Calvados             | Saint-Arnoult                     | Parc aventure                     |           |           |                   |
| Parc des dunes                        | Pays de la Loire                  | Vendée               | Brem-sur-Mer                      | Parc d'attractions                | 2002      |           | 27 000            |
| Parc Disneyland                       | Île-de-France                     | Seine-et-Marne       | Marne-la-Vallée                   | Parc à thème (Disney)             | 1992      |           | 10 400 000 (2023) |
| Parc du Bocasse                       | Normandie                         | Seine-Maritime       | Le Bocasse                        | Parc à thème                      | 1969      |           | 250 000 (2016)    |
| Parc du Petit Prince                  | Grand Est                         | Haut-Rhin            | Ungersheim                        | Parc à thème (Le Petit Prince)    | 2014      |           | 160 000 (2024)    |
| Parc Fenestre                         | Auvergne-Rhône-Alpes              | Puy-de-Dôme          | La Bourboule                      | Parc d'attractions                | 1972      |           |                   |
| Parc Mini-Châteaux                    | Centre-Val de Loire               | Indre-et-Loire       | Amboise                           | Parc de miniatures                | 1996      |           | 100 000           |
| Parc Miniature Alsace Lorraine        | Grand Est                         | Vosges               | Plombières-les-Bains              | Parc de miniatures                | 1992      |           | 25 000            |
| Parc Mirabel                          | Auvergne-Rhône-Alpes              | Puy-de-Dôme          | Riom                              | Parc d'attractions et animalier   | 1982      |           |                   |
| Parc Saint-Paul                       | Hauts-de-France                   | Oise                 | Saint-Paul                        | Parc d'attractions                | 1983      |           | 360 000 (2024)    |
| Parc touristique des Combes           | Bourgogne-Franche-Comté           | Saône-et-Loire       | Le Creusot                        | Parc d'attractions et animalier   | 1990      |           | 214 000 (2023)    |
| Parc Walt Disney Studios              | Île-de-France                     | Seine-et-Marne       | Marne-la-Vallée                   | Parc à thème (Disney)             | 2002      |           | 5 700 000 (2023)  |
| Pitchoun Forest                       | Provence-Alpes-Côte d'Azur        | Alpes-Maritimes      | Villeneuve-Loubet                 | Parc aventure                     | 2007      |           |                   |
| Pirat'parc                            | Occitanie                         | Aude                 | Gruissan                          | Parc à thème (pirates)            | 2007      |           |                   |
| Plaine Oxygène                        | Île-de-France                     | Seine-et-Marne       | Le Mesnil-Amelot                  | Parc aquatique                    | 2010      |           | 350 000 (2018)    |
| Pokeyland                             | Grand Est                         | Moselle              | Féy                               | Parc de loisirs                   | 2015      |           |                   |
| Puy du Fou                            | Pays de la Loire                  | Vendée               | Épesses                           | Parc à thème (histoire)           | 1978      |           | 2 500 000 (2023)  |
| Parc Spirou                           | Provence-Alpes-Côte d'Azur        | Vaucluse             | Monteux                           | Parc à thème (Spirou)             | 2018      |           | 320 000 (2023)    |
| Rocher Mistral                        | Provence-Alpes-Côte d'Azur        | Bouches-du-Rhône     | La Barben                         | Parc à thème                      | 2021      |           |                   |
| TerrAltitude                          | Grand Est                         | Ardennes             | Fumay                             | Parc de loisirs                   | 2007      |           |                   |
| Teraventure                           | Occitanie                         | Hérault              | Saint-Christol                    | Parc aventure                     | 2009      |           |                   |
| Terra Botanica                        | Pays de la Loire                  | Maine-et-Loire       | Angers                            | Parc à thème (botanique)          | 2010      |           | 587 000 (2024)    |
| Tipipark                              | Grand Est                         | Meurthe-et-Moselle   | Bois-de-Haye                      | Parc de loisirs                   | 2004      |           |                   |
| Touroparc Zoo                         | Bourgogne-Franche-Comté           | Saône-et-Loire       | Romanèche-Thorins                 | Parc d'attractions et animalier   | 1961      |           | 200 000           |
| Vallon du Villaret                    | Occitanie                         | Lozère               | Allenc                            | Parc aventure                     | 1993      |           | 40 000            |
| Viaduc de la Souleuvre                | Normandie                         | Calvados             | Souleuvre en Bocage               | Parc aventure                     | 1990      |           | 80 000 (2016)     |
| Le Village Gaulois Parc du Radôme     | Bretagne                          | Côtes-d'Armor        | Pleumeur-Bodou                    | Parc à thème (gaulois)            | 1980      |           | 52 647 (2014)     |
| Vulcania                              | Auvergne-Rhône-Alpes              | Puy-de-Dôme          | Saint-Ours-les-Roches             | Parc à thème (volcans)            | 2002      |           | 389 000 (2024)    |
| Walibi Rhône-Alpes                    | Auvergne-Rhône-Alpes              | Isère                | Les Avenières                     | Parc à thème                      | 1979      |           | 667 000 (2024)    |
| Walygator Sud-Ouest                   | Nouvelle-Aquitaine                | Lot-et-Garonne       | Roquefort                         | Parc d'attractions                | 1992      |           | 300 000 (2017)    |
| Walygator Grand Est                   | Grand Est                         | Moselle              | Maizières-lès-Metz                | Parc d'attractions                | 1989      |           | 275 000 (2024)    |
| Wave Island Provence                  | Provence-Alpes-Côte d'Azur        | Vaucluse             | Monteux                           | Parc aquatique                    | 2015      |           | 160 000 (2024)    |
| Woody Park                            | Normandie                         | Seine-Maritime       | Fécamp                            | Parc aventure                     | 2003      |           | 10 000 (2010)     |
| Wow Park                              | Nouvelle-Aquitaine                | Pyrénées-Atlantiques | Urrugne                           | Parc d'attractions                | 2012      |           | 25 564 (2016)     |
| Zig Zag Parc                          | Grand Est                         | Marne                | Val-de-Vesle                      | Parc de loisirs et aquatique      | 2019      |           |                   |

## Liste d'anciens parcs de loisirs en France
| Nom                                     | Région                            | Département      | Commune                | Type de parc                    | Ouverture | Fermeture | Fréquentation  |
| --------------------------------------- | --------------------------------- | ---------------- | ---------------------- | ------------------------------- | --------- | --------- | -------------- |
| American Park                           | Provence-Alpes-Côte d'Azur        | Bouches-du-Rhône | Marseille              | Parc d'attractions              | 1910      | 1914      |                |
| Aquagif                                 | Île-de-France                     | Essonne          | Gif-sur-Yvette         | Parc aquatique                  | 1988      | 2002      |                |
| Aquagliss                               | Corse                             | Haute-Corse      | Porticcio              | Parc aquatique                  | 1986      | 2014      |                |
| Aqwaland Martinique                     | Département et région d'outre-mer | Martinique       | Le Carbet              | Parc aquatique                  | 2004      | 2013      |                |
| Aqualud                                 | Hauts-de-France                   | Pas-de-Calais    | Le Touquet-Paris-Plage | Parc aquatique                  | 1985      | 2019      | 150 000        |
| Canyon park                             | Normandie                         | Seine-Maritime   | Épretot                | Parc d'attractions              | 1976      | 2004      |                |
| Fami P.A.R.C                            | Île-de-France                     | Seine-et-Marne   | Nonville               | Parc d'attractions              | 1996      | 2012      | 160 000        |
| Florida Parc                            | Bourgogne-Franche-Comté           | Côte-d'Or        | Brochon                | Parc d'attractions et animalier | 1981      | 2017      |                |
| Holly Park                              | Pays de la Loire                  | Maine-et-Loire   | Échemiré               | Parc d'attractions              | 2001      | 2014      |                |
| La Vallée des Peaux-Rouges              | Hauts-de-France                   | Oise             | Fleurines              | Parc à thèmes (Far West)        | 1966      | 1988      |                |
| Le Triton                               | Île-de-France                     | Essonne          | Yerres                 | Parc aquatique                  | 1987      | 1989      | 150 000        |
| Luna Park (Paris)                       | Île-de-France                     | Paris            | Paris                  | Parc d'attractions              | 1909      |           |                |
| Magic City                              | Île-de-France                     | Paris            | Paris                  | Parc d'attractions              | 1911      | 1934      |                |
| Mirapolis                               | Île-de-France                     | Val-d'Oise       | Courdimanche           | Parc à thèmes (fables)          | 1987      | 1991      | 400 000 (1991) |
| Océade                                  | Grand Est                         | Bas-Rhin         | Strasbourg             | Parc aquatique                  | 1986      | 1996      |                |
| Océade                                  | Normandie                         | Seine-Maritime   | Rouen                  | Parc aquatique                  | 1989      | 1991      |                |
| Parc Avenue                             | Auvergne-Rhône-Alpes              | Ardèche          | Lanas                  | Parc d'attractions              | 1990      | 2012      | 50 000 (2010)  |
| Parc de la Cabosse                      | Normandie                         | Calvados         | Jurques                | Parc d'attractions              | 1970      | 1977      |                |
| Parc de la Récréation                   | Centre-Val de Loire               | Indre-et-Loire   | Monts                  | Parc d'attractions et animalier | 1990      | 2017      | 24 000 (2013)  |
| Parc de la Toison d'or                  | Bourgogne-Franche-Comté           | Côte-d'Or        | Dijon                  | Parc d'attractions et animalier | 1990      | 1993      | 300 000        |
| Parc des miniatures de Nice             | Provence-Alpes-Côte d'Azur        | Alpes-Maritimes  | Nice                   | Parc de miniatures              | 1990      | 1995      |                |
| Parc Eana                               | Normandie                         | Seine-Maritime   | Gruchet-le-Valasse     | Parc à thèmes (écologie)        | 2008      | 2012      | 47 523 (2011)  |
| Parc océanique Cousteau                 | Île-de-France                     | Paris            | Paris                  | Parc à thèmes (océan)           | 1989      | 1992      | 460 000        |
| Playmobil FunPark Fresnes               | Île-de-France                     | Val-de-Marne     | Fresnes                | Centre de divertissement        | 1999      | 2022      | 330 000 (2022) |
| Planète magique                         | Île-de-France                     | Paris            | Paris                  | Centre de divertissement        | 1989      | 1991      |                |
| Pira Park                               | Provence-Alpes-Côte d'Azur        | Alpes-Maritimes  | Nice                   | Parc à thèmes (pirates)         | 2019      |           |                |
| Ty' Bamboo                              | Île-de-France                     | Seine-et-Marne   | Dammarie-les-Lys       | Parc d'attractions              | 2011      | 2013      | 100 000 (2012) |
| Village de la Droséra - Forez miniature | Auvergne-Rhône-Alpes              | Loire            | Jeansagnière           | Parc de miniatures              | 1992      | 2009      | 10 000         |
| Zygofolis                               | Provence-Alpes-Côte d'Azur        | Alpes-Maritimes  | Nice                   | Parc d'attractions              | 1987      | 1991      | 350 000 (1990) |